# Beno Gutenberg
Beno Gutenberg (Darmstadt, 4 giugno 1889 – Pasadena, 25 gennaio 1960) è stato un fisico e sismologo tedesco, noto soprattutto per aver localizzato con precisione il nucleo terrestre e per aver identificato le sue proprietà elastiche.
Al California Institute of Technology, Gutenberg collaborò con Charles Francis Richter allo sviluppo della scala Richter.

## Biografia
Appassionato di climatologia e previsioni del tempo fin da liceale, nel 1907 scelse di studiare meteorologia all'Università Tecnica di Darmstadt. Dopo aver seguito un corso di osservazione strumentale di fenomeni geofisici offerta da Emil Wiechert, suo futuro tutore e insegnante accademico, s'iscrisse all'Università di Gottinga, presso cui ottenne il dottorato in fisica nel 1911. La sua prima pubblicazione, scritta nel 1910, riguardava la natura dei microsismi. Durante il primo conflitto mondiale combatté per breve tempo nella fanteria; ferito alla testa da un granata, decise di servire l'esercito tedesco come meteorologo. Gli fu poi assegnato il compito di studiare la questione della guerra chimica.
Gutenberg riuscì a conquistare un posto all'Università di Strasburgo; tuttavia lo perse quando la città divenne francese nel 1918. Trascorse gli anni a venire lavorando nella saponeria del padre. Nel 1926 riprese le ricerche all'Università di Francoforte sul Meno, ma, sebbene fosse già un sismologo di fama internazionale, continuò a guadagnarsi da vivere in fabbrica.
Nel 1928 gli fu negato l'insegnamento all'università di Gottinga e in seguito a Potsdam, probabilmente a causa dell'atteggiamento di avversione nei confronti delle sue origini ebraiche. Non riuscendo a sostenersi economicamente in Germania, nel 1929 accettò un lavoro come professore di geofisica al Caltech di Pasadena. Qui fondò il Laboratorio Sismologico Caltech, di cui fu dirigente fino al 1957.

## Ricerche
Gutenberg apportò molti contributi alla scienza. Per esempio, egli definì il diametro e lo stato fisico del nucleo terrestre. Nel 1914 stabilì la posizione del confine tra il mantello e il nucleo a una profondità di circa 2900 km; questo limite prende il nome di discontinuità di Gutenberg. Insieme con Charles Francis Richter propose la legge di Gutenberg-Richter e sviluppò la scala Richter.

## Riconoscimenti
- 1952: Premio Charles Lagrange
- 1953: Medaglia William Bowie
- 1955: Laurea honoris causa da parte dell'Università di Uppsala
- 1956: Medaglia Emil Wiechert